# Veronique Thouvenot
Veronique Thouvenot (Concepción, 1957) é uma médica e cientista chilena; cofundadora e diretora científica da Fundación Millennia 2025; e lidera o projeto Zero Mothers Die (Zero mães morrem), que por meio da tecnologia, visa dar mais informações a jovens e mulheres sobre a saúde materna, do recém-nascido e da criança. Foi classificada como uma das 100 mulheres mais inspiradoras do mundo, pela BBC 100 Women, no ano de 2019.

## Biografia
Filha de pais franceses, Thouvenot nasceu no mês julho de 1957, em Concepición, no Chile. Mudou-se para Santiago ainda pequena e estudou na Alliance Française Lycée Antoine de Saint-Exupéry na cidade. Com 12 anos, mudou-se com sua família para a França. Fez doutorado em Matemática Avançada e Sistemas de Apoio à Decisão em Saúde Humanitária, pós-graduação em Direito Médico e Economia da Saúde pela Universidade Médica de Lyon, na França. Atualmente mora em Genebra, na Suíça; é mãe de 3 filhos e possui 2 netos.
Em setembro de 2014, apresentou o projeto Zero Mothers Die na Assembleia Geral das Nações Unidas que ocorreu em Nova York. E logo após, fundou a Fundación Millennia 2025.